# MegaStructures
MegaStructures is een documentaire televisieserie die op de National Geographic Channel te zien is onder andere in het Verenigd Koninkrijk en Frankrijk maar ook in België en Nederland. 
Elke aflevering biedt een educatieve kijk in de bouw, de exploitatie en de inzet van personeel van verschillende buitengewone bouwwerken of bouwprojecten.
De afleveringen bevatten onder meer interviews met ontwerpers en projectmanagers en geven enig inzicht in de problemen die deze projecten opleveren.

## Lijst van afleveringen

### Seizoen 1 (2004)
| #  | Originele Engelse Titel                    | Onderwerp                                                                        | Eerst uitgezonden op |
| -- | ------------------------------------------ | -------------------------------------------------------------------------------- | -------------------- |
| 01 | U.S.S. Ronald Reagan                       | Nimitzklasse Supervliegdekschip                                                  | 2004-09-15           |
| 02 | Autobahn                                   | Duitse autosnelwegen                                                             | 2004-09-19           |
| 03 | Channel Tunnel                             | Onderzeese tunnel tussen Coquelles, Frankrijk en Folkestone, Verenigd Koninkrijk | 2004-09-22           |
| 04 | Sears Tower nu de Willis Tower             | Hoogste toren in Chicago, Illinois                                               | 2004-09-29           |
| 05 | Kansai International Airport               | luchthaven van Osaka, gebouwd op een kunstmatig eiland                           | 2004-10-13           |
| 06 | Akashi-Kaikyo-brug                         | De langste hangbrug in de wereld in Japan                                        | 2004-10-20           |
| 07 | The World's Most Powerful Dam (Itaipu Dam) | Dam in de Paraná, op de grens tussen Brazilië en Paraguay                        | 2004-10-27           |
| 08 | Petronas Towers                            | Twee wolkenkrabbers in Kuala Lumpur, Maleisië                                    | 2004-11-10           |
| 09 | Inside a Super Casino                      | Borgata Hotel Casino & Spa, Atlantic City, New Jersey                            | 2004-12-01           |

### Seizoen 2 (2005)
| #  | Originele Engelse Titel                                | Onderwerp                                                                                | Eerst uitgezonden op |
| -- | ------------------------------------------------------ | ---------------------------------------------------------------------------------------- | -------------------- |
| 10 | Golden Gate Bridge                                     | Brug in San Francisco, California                                                        | 2005-03-02           |
| 11 | Alcatraz                                               | Alcatraz-eiland in de baai van San Francisco, California                                 | 2005-03-16           |
| 12 | Inside The Pentagon                                    | Hoofdkwartier van het defensiedepartement van de Verenigde Staten in Arlington, Virginia | 2005-04-01           |
| 13 | World's Busiest Port                                   | Haven van Singapore                                                                      | 2005-05-13           |
| 14 | Tau Tona, City of Gold                                 | Diepste mijnen ter wereld in Carletonville, Zuid-Afrika                                  | 2005-05-21           |
| 15 | Las Vegas                                              | Speciale aflevering, Vegas, Nevada                                                       | 2005-06-22           |
| 16 | Black Gold (Oil Mine)                                  | Syncrude en Shell Canada winnen olie uit Teerzand in Alberta, Canada                     | 2005-07-20           |
| 17 | Diamond Diggers                                        | Ekati Diamond Mine, Canada's eerste diamantmijn, nabij "Lac De Gras"                     | 2005-07-27           |
| 18 | Sea Launch                                             | Oceaan Odyssey en Sea Launch Commander                                                   | 2005-08-03           |
| 19 | North Sea Wall                                         | Deltawerken, Nederland                                                                   | 2005-08-17           |
| 20 | The World's Most Extreme Island (Impossible Islands)   | Dubai's kunstmatige palmboomeilanden, Verenigde Arabische Emiraten                       | 2005-09-13           |
| 21 | Indy Motor Speedway                                    | Autocircuit in Indiana                                                                   | 2005-09-13           |
| 22 | Port of Rotterdam (Super Port)                         | De grootste haven in Europa, Rotterdam, Nederland                                        | 2005-09-20           |
| 23 | Air Force Transport (Mega Plane)                       | C-5 Galaxy                                                                               | 2005-09-20           |
| 24 | North Branch Correctional Institution (Hi-Tech Prison) | Zwaar beveiligde gevangenis, Maryland                                                    | 2005-09-27           |
| 25 | Airbus A380 (World's Biggest Airliner)                 | Grootste passagiersvliegtuig ter wereld                                                  | 2005-10-04           |
| 26 | USS Virginia                                           | Virginia klasse onderzeeër                                                               | 2005-10-11           |
| 27 | Ultimate Casino                                        | Venetiaans Hotel Resort Casino in Las Vegas, Nevada                                      | 2005-10-18           |
| 28 | The Ultimate Roller coaster                            | Kingda Ka, Jackson Township, New Jersey                                                  | 2005-10-25           |
| 29 | Spy Fortress NORAD                                     | Noord-Amerika's ruimteverdediging, Colorado                                              | 2005-10-25           |
| 30 | Berlin Train Terminal (Berlin's Grand Central)         | Centraal station van Berlijn                                                             | 2005-11-15           |
| 31 | Boston's Big Dig                                       | Central Artery / Tunnelproject in Boston, Massachusetts                                  | 2005-11-22           |
| 32 | Ultimate Oil Rigs                                      | Bouw van nieuwe olieplatforms                                                            | 2005-12-06           |
| 33 | Cosmodrome                                             | Baikonur Cosmodrome, Tyuratam, Kazakhstan                                                | 2005-12-13           |
| 34 | World's Tallest Bridge (Millau Bridge)                 | Viaduct nabij Millau, Frankrijk                                                          | 2005-12-20           |
| 35 | Mega Ship                                              | Orient Overseas Container Line / OOCL Atlanta                                            | 2005-12-27           |

### Seizoen 3 (2006)
| #  | Originele Engelse Titel               | Onderwerp                                         | Eerst uitgezonden op |
| -- | ------------------------------------- | ------------------------------------------------- | -------------------- |
| 36 | Berlin Wall                           | Koude Oorlog                                      | 2006-03-14           |
| 37 | Impossible Bridges: Greece            | Rio–Antirrio brug, Golf van Korinthe, Griekenland | 2006-05-02           |
| 38 | Impossible Bridges: Denmark to Sweden | Sontbrug, Kopenhagen - Malmö                      | 2006-04-18           |
| 39 | Hoover Dam                            | Colorado River, grens Nevada - Arizona            | 2006-05-16           |
| 40 | Inside "NCIS"                         | Naval Criminal Investigative Service              | 2006-05-30           |
| 41 | Garbage Mountain                      | Puente Hills Landfill, Whittier, California       | 2006-08-01           |
| 42 | "Machines of War": Tanks              | Historie en evolutie van tanks                    | 2006-03-08           |
| 43 | Supertanker                           | Seri Amanah, een LNG-carrier                      | 2006-08-31           |
| 44 | "Machines of War": Cruise Missile     | Cruise Missile                                    | 2006-03-10           |
| 45 | Science of Steel                      | The World's metal construction material of choice | 2006-03-11           |
| 46 | "Megafactories": Apache Helicopter    | Boeing IDS plant in Mesa, Arizona                 | 2006-09-28           |
| 47 | "Machines of War": Guns               | The History and Evolution of the Gun              | 2006-03-13           |
| 48 | Panama Canal Unlocked                 | Panama Canal Expansion Project, Central America   | 2006-10-19           |
| 49 | Science of Brick                      | The World's oldest man-made building material     | 2006-03-15           |
| 50 | Science of Concrete                   | The World's most used building material           | 2006-03-16           |
| 51 | "Megafactories": Ferrari              | Ferrari S.p.A. factory in Maranello, Italy        | 2006-12-07           |

### Seizoen 4 (2007-2008)
| #  | Originele Engelse Titel     | Onderwerp                                                          | Eerst uitgezonden op |
| -- | --------------------------- | ------------------------------------------------------------------ | -------------------- |
| 52 | World's Tallest Hotel       | Burj al-Arab Hotel                                                 | ?                    |
| 53 | Ice Hotel                   | Near Jukkasjärvi, Sweden                                           | ?                    |
| 54 | World Island Wonder         | Palm Islands, Dubai, United Arab Emirates                          | ?                    |
| 55 | Super Pipeline              | Gas pipeline from Norway to Great Britain                          | ?                    |
| 56 | Hawaii Superferry           |                                                                    | ?                    |
| 57 | Sinking an Aircraft Carrier | Creating the world's largest artificial reef                       | 2008-05-29           |
| 58 | Bridge Breakdown            | Demolition of the (1927) Carquinez Bridge - San Francisco Bay Area | 2007                 |
| 59 | 747 Destruction             | Evergreen Air Center in Arizona, USA                               | 2008                 |
| 60 | Beijing Water Cube          | Beijing National Aquatics Center                                   | 2008-05-13           |
| 61 | Shanghai Super Tower        | Shanghai World Financial Centre                                    | 2008-05-20           |
| 62 | China's Ultimate Port       | Yangshan Port                                                      | 2008-05-27           |
| 63 | World's Biggest Casino      | World's biggest casino sited in Macau, Southern China              | ?                    |
| 64 | Icelandic Super Dam         | The building of Europe's biggest dam                               | ?                    |
| 65 | Beijing Olympic Stadium     |                                                                    | ?                    |
| 66 | Atom Smasher                | The Large Hadron Collider                                          | ?                    |
| 67 | Impossible Bridges: China   | Lupu, Runyang, and Sutong bridges                                  | ?                    |
| 68 | Ultimate Sub (Super Sub)    | USS Texas (Virginia class submarine)                               | ?                    |
| 69 | Man Made Sun                |                                                                    | ?                    |
| 70 | SMART Tunnel                | SMART Tunnel in Kuala Lumpur, Malaysia                             | ?                    |
| 71 | Future Trains               | Maglev train in Germany                                            | ?                    |
| 72 | Building the World          | The World (archipelago), Dubai                                     | ?                    |
| 73 | Dubai's Dream Palace        | Burj al-Arab Hotel                                                 | ?                    |
| 74 | Train Wreck                 |                                                                    | ?                    |
| 75 | Building Green Beijing      |                                                                    | ?                    |

### Seizoen 5 (2008-2009)
| #  | Originele Engelse Titel | Onderwerp                       | Eerst uitgezonden op |
| -- | ----------------------- | ------------------------------- | -------------------- |
| 76 | Dam Busters             |                                 | ?                    |
| 77 | Miami Super Stadium     | Breaking Up Miami Super Stadium | ?                    |
| 78 | Grand Canyon Skywalk    |                                 | ?                    |
| 79 | Soviet Doomsday Sub     |                                 | ?                    |
| 80 | Train Wreck             |                                 | ?                    |
| 81 | Electric Ocean          |                                 | ?                    |
| 82 | Ultimate Chopper        | AgustaWestland EH101            | ?                    |
| 83 | Icebreaker              |                                 | ?                    |
| 84 | Super Sky Tram          |                                 | ?                    |
| 85 | UK Super Train          |                                 | ?                    |
| 86 | Skyscraper In The Round |                                 | ?                    |

### Seizoen 6 (2011)
| #  | Originele Engelse Titel  | Onderwerp                                                                     | Eerst uitgezonden op       |
| -- | ------------------------ | ----------------------------------------------------------------------------- | -------------------------- |
| 87 | Singapore's Vegas        | Building the Marina Bay Sands resort and casino in Singapore                  | February 3, 2011 on 7mate  |
| 88 | World's Tallest TV Tower | Building the world's tallest TV tower, the Guangzhou Sightseeing and TV Tower | February 10, 2011 on 7mate |